# Teorema di Talete
In geometria, il teorema di Talete è un teorema riguardante i legami tra i segmenti omologhi creati sulle trasversali da un fascio di rette parallele.
L'enunciazione e la dimostrazione sono per tradizione, come vuole il nome, attribuite a Talete di Mileto, filosofo greco, a cui il mito attribuisce altri quattro teoremi geometrici, anche se gli storici della matematica sono concordi nell'attribuirgliene la conoscenza ma non la reale paternità, in quanto parrebbe che le proprietà di proporzionalità, espresse nel teorema, fossero già note fin dai tempi degli antichi Babilonesi (in un testo del XVII secolo a.C. circa, cfr. Revue d'Assyriologie, XXXI, pp. 61 ss). La prima dimostrazione di cui si abbia documentazione è quella contenuta negli Elementi di Euclide risalente al III secolo a.C.
In inglese, con Thales' Theorem si intende di solito il teorema secondo cui un triangolo inscritto in una semicirconferenza è retto.

## Enunciato
L'enunciato del teorema è il seguente:
Il teorema afferma in pratica che se prese tre parallele {\displaystyle a,b,c} taglianti due rette trasversali {\displaystyle r} e {\displaystyle r',} rispettivamente nei punti {\displaystyle A,B,C} e {\displaystyle A',B',C',} allora il rapporto tra i segmenti omologhi dell'una e dell'altra è sempre costante, ossia
{\displaystyle AB:A'B'=BC:B'C'=AC:A'C'.}
Inoltre, se presi {\displaystyle AC} e {\displaystyle A'C',} segmenti omologhi, si ha tra loro lo stesso rapporto di {\displaystyle AB} con {\displaystyle A'B'} e di {\displaystyle BC} con {\displaystyle B'C',} ossia
{\displaystyle {AB \over A'B'}={BC \over B'C'}={AC \over A'C'}={\frac {AB+BC}{A'B'+B'C'}}.}
Si può così trovare la lunghezza di uno qualsiasi dei segmenti della quaterna, a patto di averne almeno uno della stessa trasversa e due dell'altra, o la loro somma.
{\displaystyle AB={\frac {A'B'\times BC}{B'C'}}={\frac {AC\times (A'C'-B'C')}{A'C'}}={\frac {BC\times A'B'}{A'C'-A'B'}}.}
Queste relazioni valgono per ogni coppia di segmenti omologhi.

## Dimostrazione
Euclide dimostra il teorema di Talete indirettamente, facendo uso delle proporzionalità fra le aree dei triangoli; pertanto potrebbe essere di non così immediata comprensione il legame fra la seguente dimostrazione e il risultato finale.
(Elementi, VI 2)
Sia dato un triangolo {\displaystyle ABC,} tagliato da un segmento {\displaystyle DE} parallelo a uno dei suoi lati (in questo caso {\displaystyle BC}). La tesi del teorema si può quindi scrivere come:
{\displaystyle BD:AD=CE:AE.}
Si congiungano gli estremi di {\displaystyle DE} con gli opposti del lato parallelo, evidenziando così i due triangoli {\displaystyle BDE} e {\displaystyle CDE.} Tali triangoli sono equiestesi, in quanto possiedono la stessa base e sono tra le medesime parallele {\displaystyle DE} e {\displaystyle BC}.
Il segmento {\displaystyle DE} ha anche creato il triangolo {\displaystyle ADE} e, siccome a “grandezze” uguali corrispondono rapporti uguali con la stessa “grandezza” [Prop. V.7], il triangolo {\displaystyle BDE} sta a {\displaystyle ADE} come {\displaystyle CDE} sta a {\displaystyle ADE}:
{\displaystyle BDE:ADE=CDE:ADE.}
Ma il triangolo {\displaystyle BDE} sta a {\displaystyle ADE} come {\displaystyle BD} sta a {\displaystyle DA,} perché avendo la stessa altezza (nel caso in esempio {\displaystyle DE}) devono stare l'uno all'altro come le rispettive basi [Prop. VI.1], così come, per la stessa ragione, il triangolo {\displaystyle CDE} sta a {\displaystyle ADE,} come {\displaystyle CE} sta a {\displaystyle EA.} Pertanto {\displaystyle BD} sta a {\displaystyle DA,} come {\displaystyle CE} sta a {\displaystyle EA}.
{\displaystyle BD:AD=CE:AE.\quad } Cvd.
Vale anche il viceversa, dunque dato un fascio di rette tagliate da due trasversali dire che sono parallele o dire che suddividono i segmenti sulle trasversali in classi proporzionali sono affermazioni equivalenti.
Dal teorema di Talete derivano due corollari complementari, che assieme costituiscono per intero l'originaria proposizione di Euclide:
Una retta parallela al lato di un triangolo determina segmenti proporzionali sugli altri due lati.
Una retta che determina su due lati di un triangolo segmenti proporzionali, è parallela al terzo lato.

## Conseguenze

### Triangoli simili
Applicando il teorema di Talete ai triangoli si può dimostrare il secondo criterio di similitudine dei triangoli:
Due triangoli, aventi coppie di lati proporzionali e l'angolo ivi compreso congruente, sono simili.
Se, come afferma, infatti, la seconda parte della proposizione euclidea, tutti i segmenti omologhi sono in proporzione {\displaystyle {AB \over AC}={BB' \over CC'}={B'B'' \over C'C''}}, allora {\displaystyle B'C'} e {\displaystyle B''C''} sono paralleli a {\displaystyle BC} e dunque i triangoli {\displaystyle ABC,AB'C',AB''C'',} sono triangoli simili.
Questo permette di stabilire una serie di legami non solo fra i segmenti omologhi delle traverse, ma anche sulle parallele.
{\displaystyle AB:AB'=AC:AC'=BC:B'C'.}
Condizione necessaria per la validità di tali rapporti è che {\displaystyle A=A'}: solo così, infatti, le trasversali sono assimilabili ai lati di un triangolo, dalla cui similitudine deriva la proporzionalità dei segmenti paralleli.
Da questo si trova la lunghezza del generico segmento {\displaystyle B'C',} attraverso le seguenti relazioni.
{\displaystyle B'C'={AB'\times BC \over AB}.}

### Omotetia
Nelle trasformazioni del piano il teorema di Talete è anche in grado di spiegare trasformazioni come l'omotetia sia in grado di mantenere invariate le proporzioni delle figure.
Le figure {\displaystyle BCD} e {\displaystyle B'C'D'} sono simili: si ha, per esempio, che {\displaystyle BC} e {\displaystyle B'C'} rispetto ad {\displaystyle A} si possono vedere come i terzi lati di due triangoli simili, dove {\displaystyle A} è il centro dell'omotetia e {\displaystyle {\frac {AB}{AB'}}} il rapporto della stessa.

## Storia
Vuole la leggenda, come racconta Plutarco, che Talete viaggiando per l'Egitto in cerca di sacerdoti della valle del Nilo da cui apprendere le conoscenze astronomiche, risalendo il fiume avrebbe sostato nei pressi della Piana di Giza, attirato dalla mole della Piramide di Cheope, ove il faraone Amasis, giunto a conoscenza della fama del sapiente, lo sfidò a dargli la misura corretta dell'altezza.
Talete sapeva che, a una determinata ora del giorno, la nostra ombra eguaglia esattamente la nostra altezza e quindi, per compiere l'apparentemente ardua impresa, non avrebbe fatto altro che attendere l'ora propizia e dimostrare le sue doti, sbalordendo lo stesso faraone che si disse:
(Plutarco, Convivio dei Sette Sapienti)
Non sappiamo se Talete abbia realmente dimostrato il teorema che porta il suo nome o se (molto più probabilmente) abbia semplicemente usato la proprietà espressa nel suo enunciato, dopo averla appresa da altri, magari dai Caldei, come sostengono alcuni studiosi; se però si vuole considerare l'aneddoto non infondato, bisogna per forza presumere che avesse buona conoscenza delle proprietà citate e delle implicazioni inerenti ai triangoli simili.
Affinché la proiezione dell'ombra sia uguale all'altezza occorre che i raggi del sole colpiscano l'oggetto con un'inclinazione pari a 45°, come la diagonale di un quadrato, il che, dato i circa 30° di latitudine Nord della Grande Piramide, implica che Talete fosse presente sul luogo o nel giorno del 21 novembre o del 20 gennaio, eventualità abbastanza inverosimile; più facile è invece ipotizzare che abbia sì usato l'ombra della piramide per misurarne l'altezza, ma sfruttando il rapporto che ha con essa, prendendo a riferimento l'omologo rapporto tra il paletto e la sua proiezione.